# دانشگاه دولتی نووسیبیرسک
دانشگاه دولتی نووسیبیرسک (NSU) یکی از موسسات برجسته روسیه در زمینه تحصیلات عالی است. این دانشگاه در سال ۱۹۵۹در شهر نووسیبیرسک، که شهری فرهنگی و صنعتی در سیبری است تأسیس شد.

## حقایقی پیرامون NSU
- براساس رتبه‌بندی QS در سال ۲۰۱۶ این دانشگاه در رتبه دوم بهترین دانشگاه‌ها در بین کشورهای اقتصاد نوظهور اروپا و آسیای مرکزی قرار گرفته‌است.
- دانشگاه نووسیبیرسک در بین ۲٪ از بهترین دانشگاه‌های جهان می‌باشد.
- دارای ۱۳۸آزمایشگاه علمی و مراکز تحقیقاتی که از تجهیزات و تکنیک‌های پیشرفته استفاده می‌کنند.
- طبق گزارشات رده‌بندی جهانی QS دانشگاه‌ها، دانشگاه نووسیبیرسک بهترین دانشگاه روسیه از لحاظ پژوهش‌های علمی در سال ۲۰۱۴–۲۰۱۶ است و در رتبه اول قرار دارد.

## رتبه‌بندی
در رتبه‌بندی دانشگاه‌های جهان مؤسسه QS در سال ۲۰۱۹ دانشگاه نووسیبیرسک در رده ۲۴۴ برترین دانشگاه‌های دنیا و سومین دانشگاه روسیه قرار گرفته‌است.همچنین بر اساس رتبه‌بندی مؤسسه تایمز در سال ۲۰۱۹ این دانشگاه در رتبه ۶۰۰–۵۰۱ برترین دانشگاه‌های دنیا قرار دارد.

## دانشکده‌ها
این دانشگاه دارای ۹ دانشکده می‌باشد که عبارتند از:
- دانشکده مکانیک و ریاضیات
- دانشکده فیزیک
- دانشکده علوم طبیعی
- دانشکده زمین‌شناسی و ژئوفیزیک
- دانشکده اقتصاد
- دانشکده فناوری اطلاعات
- دانشکده علوم انسانی
- دانشکده پزشکی و روانشناسی
- دانشکده فلسفه و قانون

## تحقیقات
دانشگاه دولتی نووسیبیرسک بزرگترین مرکز علمی- آموزشی روسیه است. این دانشگاه که در مرکز تحقیقاتی مشهور بخش سیبری، آکادمی علوم روسیه – آکادم‌گورودوک- واقع شده‌است، دارای ۳۵ مؤسسه پژوهشی و پارک علم و فناوری می‌باشد و به دانشجویان این فرصت را می‌دهد فعالیت‌های پژوهشی خود را در بیش از ۱۰۰ آزمایشگاه تحقیقاتی به انجام برسانند. هدف این دانشگاه تربیت متخصصین برجسته و کارآمد در زمینه علوم، آموزش و صنایع دانش بنیان است.